# Ватцке, Ханс-Йоахим
Ханс-Йоахим «Аки» Ватцке (нем. Hans-Joachim Watzke; 21 июня 1959, Марсберг, Северный Рейн-Вестфалия) — немецкий предприниматель и футбольный акционер. Является генеральным директором «Боруссии» (Дортмунд).

## Биография
Ватцке имеет степень магистра делового администрирования. Он стал казначеем «Боруссии» в 2001 году. В кульминационный момент клуба во время финансового кризиса в 2005 году, Ватцке был назначен главным исполнительным директором. Наряду с президентом Райнхардом Раубалльдом и финансовым директором Томас Тресом, Ватцке приписывают то, что он спас клуб от банкротства. Ватцке является членом Христианско-демократического Союза. Он является членом клуба «Боруссия» с 1996 года.